# ان‌جی‌سی ۷۷۵۹
ان‌جی‌سی ۷۷۵۹ (انگلیسی: NGC 7759) نام یک کهکشان است.